# Parque de la Ribera
El parque de la Ribera es uno de los parques de la ribera del Ebro a su paso por la capital riojana, Logroño. El parque es de reciente construcción y además en él se localizan dos de los edificios públicos más importantes de la ciudad la plaza de toros y el palacio de congresos. El parque llega a extenderte desde el paseo de la Florida hasta las inmediaciones de la depuradora municipal.

## Historia
El nombre del parque tiene origen en su localización, una ribera localizada en un meandro que hace al Ebro a su paso entre la presa del Ebro y el Monte Cantabria. Era una zona de huertas y fincas muy cercana a la ciudad, finalmente se decidió la construcción de un parque que ocupara todo el espacio del meandro y más espacio hacia el este.
Desde su apertura el parque se ha convertido en un lugar de sumo interés para los logroñeses destacando el hecho de que es uno de los mejores parques donde hacer deporte en la ciudad. En el parque se han celebrado también eventos festivos, destacando el concurso de fuegos artificiales y las actividades en la plaza de toros (no solo toros, sino también eventos de baloncesto y copa Davis), además de los eventos del Riojaforum.

## Descripción
El parque cuenta con innumerables especies diferentes de árboles pero es de destacar los árboles originales de la ribera, a los que se puede acceder por un camino de tierra que atraviesa el Ebro, sobresaliendo el comúnmente conocido como El pino de la Ribera, uno de los árboles más grandes e importantes de la ciudad. El parque cuenta con juegos infantiles, fuentes de agua potable, un inmenso cenador con mesas para poder comer y con enormes praderas. Destacar el gran lago que se localiza en el centro del parque, este esta lleno de flora y anteriormente de fauna.
Dentro del mismo se encuentra la plaza de Toros de la Ribera, el palacio de congresos Riojaforum, el campus de la Universidad de La Rioja y el bosque de la Danza.
| Predecesor: Paseo de la Florida | Parques de la Ribera sur del Ebro en Logroño Oeste - Este | Sucesor: Parque del Iregua |